# Vilemína z Lichtenau
Vilemína z Lichtenau, rozená Vilemína Enke (29. prosince 1753 – 9. června 1820) byla oficiální milenkou pruského krále Fridricha Viléma II. v letech 1769-97. Díky němu se stala hraběnkou a dostala se do šlechtických kruhů. Během jeho vlády byla velmi politicky aktivní a na krále měla silný vliv.

## Život
Otcem Vilemíny byl Johann Elias Enke, dvorní hudebník sloužící králi Fridrichovi Vilémovi II. Vilemína se s ním setkala v roce 1764, kdy byl korunním princem. Jeho otec Vilemínin vztah s Frederikem preferoval před možností, že by měl vztah s jinými ženami. V roce 1769 tak byla ve věku 15 let jmenována oficiální milenkou korunního prince, kterému bylo 24 let.
Vilemína měla s Frederikem 5 dětí, z nichž se dospělosti dožilo pouze to nejmladší:
- bezejmenná dcera (*/† 10. srpna 1770)
- Ulrike Sofie von Berckholz (březen 1774 – 5. září 1774)
- Kristýna Sofie Frederika von Lützenberg (25. – 31. srpna 1777)
- Hrabě Alexandr von der Marck (4. ledna 1779 – 1. srpna 1787); podle dochovaných zdrojů se jednalo o královo oblíbené dítě, pravděpodobně byl otráven
- Hraběnka Marianna Direka Frederika Vilemína von der Marck (29. února 1780 – 11. června 1814)

Hraběnka Marianna byla jediná, která se ze všech dětí dožila dospělosti. Dne 17. března 1797 byla provdána za dědičného hraběte Frederika ze Stolbergu, v roce 1799 se však rozvedli. Její druhý sňatek byl uzavřen 14. března 1801 s baronem Kašparem von Miakowskim, byli poté rovněž rozvedeni. Nakonec se potřetí vdala v roce 1807 za francouzského aristokrata Étienne de Thierry. Během svých tří manželství zplodila čtyři dcery, z nichž nejznámější byla její nejstarší dcera, hraběnka Luisa Augusta Stolberg.
Král Vilemínu v roce 1782 provdal za svého kancléře Johanna Fridricha Rietze, avšak vztah mezi nimi nadále pokračoval.
V roce 1794 byl Vilemíně udělen titul hraběnky z Lichtenau, avšak veřejnost se to dozvěděla až v roce 1796.
Po smrti krále Frederika Viléma II. v roce 1797 byla Vilemína vyhoštěna do exilu a její majetek byl zkonfiskován. V roce 1800 jí byla udělena penze. V roce 1802 se podruhé provdala, tentokrát za Franze Ignáce von Holbeina, známého pod přezdívkou Fontano. V roce 1811 povolil Napoleon Vilemíně návrat do Berlína.